# Cocciglia
Cocciglia è una frazione del comune italiano di Bagni di Lucca, nella provincia di Lucca, in Toscana.

## Geografia fisica
Il borgo di Cocciglia si trova a un'altitudine di 353 metri, lungo la strada statale 12 dell'Abetone e del Brennero nel tratto che collega Bagni di Lucca con San Marcello Pistoiese. La frazione è nota per le cosiddette "strette di Cocciglia", gallerie naturali scavate nella roccia dal corso del fiume Lima.
Dista circa 9 km dal capoluogo comunale di Bagni di Lucca e poco più di 35 km da Lucca. Sono comprese nella frazione di Cocciglia anche le località di Arzale, Ponte Nero e Scesta.

## Storia
Il toponimo potrebbe derivare da un colono Caucilius o Cocilius, secondo il fenomeno dei prediali romani. La più antica attestazione del borgo di Cocciglia risale a un documento del 985, dove è ricordato come «villa» sotto la giurisdizione di Casabasciana. Possedimento della famiglia Lupari di Benabbio, il castello di Cocciglia fu un avamposto di rilevanza strategica all'interno della "Controneria", l'entità comunale che aveva capo alla Pieve di Controni.

## Monumenti e luoghi d'interesse
- Chiesa di San Bartolomeo (XIV secolo), chiesa parrocchiale della frazione.[4]
- Oratorio di San Michele (XIII secolo), con annesso cimitero[5]
- Oratorio di San Rocco (1532), in località Ponte Nero.[6] Conserva al suo interno un affresco del XVI secolo raffigurante la Crocifissione di Gesù.[3]